# Tombe dei sovrani di Francia
Questo è l'elenco delle tombe dei sovrani di Francia.

## Re di Francia (737-1792)
Carolingi (737-987) 
| Sovrano                   | Immagine del sovrano | Luogo di sepoltura                             | Immagine della tomba |
| ------------------------- | -------------------- | ---------------------------------------------- | -------------------- |
| Carlo Martello (737-741)  |                      | Basilica di Saint-Denis, Saint-Denis, Francia  |                      |
| Childerico III (742-751)  |                      | Sconosciuto                                    |                      |
| Pipino il Breve (751-768) |                      | Basilica di Saint-Denis, Saint-Denis, Francia  |                      |
| Carlo Magno (768-814)     |                      | Cattedrale di Aquisgrana, Aquisgrana, Germania |                      |
| Luigi I (814-840)         |                      | Abbazia di Saint-Arnould, Metz, Francia        |                      |
| Carlo II (840-877)        |                      | Sconosciuto                                    |                      |
| Luigi II (877-879)        |                      | Abbazia di Lorsch, Lorsch, Germania            |                      |
| Luigi III (879-882)       |                      | Basilica di Saint-Denis, Saint-Denis, Francia  |                      |
| Carlo il Grosso (884-888) |                      | Isola di Reichenau, Lago di Costanza, Germania |                      |
| Oddone (888-898)          |                      | Sconosciuto                                    |                      |
| Carlo III (898-922)       |                      | Abbazia di Saint-Fursy, Saint-Fursy, Francia   |                      |
| Roberto I (922-923)       |                      | Sconosciuto                                    |                      |
| Rodolfo (923-936)         |                      | Sconosciuto                                    |                      |
| Luigi IV (936-954)        |                      | Abbazia di Compiègne, Saint-Corneille, Francia |                      |
| Lotario (954-986)         |                      | Sconosciuto                                    |                      |
| Luigi V (986-987)         |                      | Sconosciuto                                    |                      |

 Capetingi (987-1328) 
| Sovrano                 | Immagine del sovrano | Luogo di sepoltura                                 | Immagine della tomba |
| ----------------------- | -------------------- | -------------------------------------------------- | -------------------- |
| Ugo Capeto (987-996)    |                      | Basilica di Saint-Denis, Saint-Denis, Francia      |                      |
| Roberto II (996-1031)   |                      | Basilica di Saint-Denis, Saint-Denis, Francia      |                      |
| Enrico I (1031-1060)    |                      | Basilica di Saint-Denis, Saint-Denis, Francia      |                      |
| Filippo I (1060-1108)   |                      | Abbazia di Fleury, Saint-Benoît-sur-Loire, Francia |                      |
| Luigi VI (1108-1137)    |                      | Basilica di Saint-Denis, Saint-Denis, Francia      |                      |
| Luigi VII (1137-1180)   |                      | Basilica di Saint-Denis, Saint-Denis, Francia      |                      |
| Filippo II (1180-1223)  |                      | Basilica di Saint-Denis, Saint-Denis, Francia      |                      |
| Luigi VIII (1223-1226)  |                      | Basilica di Saint-Denis, Saint-Denis, Francia      |                      |
| Luigi IX (1226-1270)    |                      | Basilica di Saint-Denis, Saint-Denis, Francia      |                      |
| Filippo III (1270-1285) |                      | Basilica di Saint-Denis, Saint-Denis, Francia      |                      |
| Filippo IV (1285-1314)  |                      | Basilica di Saint-Denis, Saint-Denis, Francia      |                      |
| Luigi X (1314-1316)     |                      | Basilica di Saint-Denis, Saint-Denis, Francia      |                      |
| Giovanni I (1316)       |                      | Basilica di Saint-Denis, Saint-Denis, Francia      |                      |
| Filippo V (1316-1322)   |                      | Basilica di Saint-Denis, Saint-Denis, Francia      |                      |
| Carlo IV (1322-1328)    |                      | Basilica di Saint-Denis, Saint-Denis, Francia      |                      |

 Valois (1328-1589) 
| Sovrano                                            | Immagine del sovrano                                       | Luogo di sepoltura                                 | Immagine della tomba |
| -------------------------------------------------- | ---------------------------------------------------------- | -------------------------------------------------- | -------------------- |
| Filippo VI (1328-1350)                             |                                                            | Basilica di Saint-Denis, Saint-Denis, Francia      |                      |
| Giovanni II (1350-1364)                            |                                                            | Basilica di Saint-Denis, Saint-Denis, Francia      |                      |
| Carlo V (1364-1380)                                |                                                            | Basilica di Saint-Denis, Saint-Denis, Francia      |                      |
| Carlo VI (1380-1422)                               |                                                            | Basilica di Saint-Denis, Saint-Denis, Francia      |                      |
| Carlo VII (1422-1461)                              |                                                            | Basilica di Saint-Denis, Saint-Denis, Francia      |                      |
| Luigi XI (1461-1483)                               |                                                            | Basilica di Notre-Dame, Cléry-Saint-André, Francia |                      |
| Carlo VIII (1483-1498)                             |                                                            | Basilica di Saint-Denis, Saint-Denis, Francia      |                      |
| Carlo VIII (1483-1498)                             | Basilica di Notre-Dame, Cléry-Saint-André, Francia (cuore) |                                                    |                      |
| Luigi XII (1498-1515)                              |                                                            | Basilica di Saint-Denis, Saint-Denis, Francia      |                      |
| Francesco I (1494-1547) Re di Francia (1515-1547)  |                                                            | Basilica di Saint-Denis, Saint-Denis, Francia      |                      |
| Enrico II (1519-1559) Re di Francia (1547-1559)    |                                                            | Basilica di Saint-Denis, Saint-Denis, Francia      |                      |
| Francesco II (1544-1560) Re di Francia (1559-1560) |                                                            | Basilica di Saint-Denis, Saint-Denis, Francia      |                      |
| Carlo IX (1550-1574) Re di Francia (1560-1574)     |                                                            | Basilica di Saint-Denis, Saint-Denis, Francia      |                      |
| Enrico III (1551-1589) Re di Francia (1574-1589)   |                                                            | Basilica di Saint-Denis, Saint-Denis, Francia      |                      |

 Borbone (1589-1792) 
| Sovrano                                          | Immagine del sovrano | Luogo di sepoltura                            | Immagine della tomba |
| ------------------------------------------------ | -------------------- | --------------------------------------------- | -------------------- |
| Enrico IV (1553-1610) Re di Francia (1589-1610)  |                      | Basilica di Saint-Denis, Saint-Denis, Francia |                      |
| Luigi XIII (1601-1643) Re di Francia (1610-1643) |                      | Basilica di Saint-Denis, Saint-Denis, Francia |                      |
| Luigi XIV (1638-1715) Re di Francia (1643-1715)  |                      | Basilica di Saint-Denis, Saint-Denis, Francia |                      |
| Luigi XV (1710-1774) Re di Francia (1715-1774)   |                      | Basilica di Saint-Denis, Saint-Denis, Francia |                      |
| Luigi XVI (1754-1793) Re di Francia (1774-1792)  |                      | Basilica di Saint-Denis, Saint-Denis, Francia |                      |

## Re di Francia (titolare) (1793–1795)

### Borbone
| Sovrano                                                    | Immagine del sovrano | Luogo di sepoltura                                            | Immagine della tomba |
| ---------------------------------------------------------- | -------------------- | ------------------------------------------------------------- | -------------------- |
| Luigi XVII (1785-1795) Re di Francia (1793-1795) (de jure) |                      | Basilica di Saint-Denis, Saint-Denis, Francia (solo il cuore) |                      |

## Imperatore dei Francesi (1804-1814)

### Bonaparte
| Sovrano                                                     | Immagine del sovrano | Luogo di sepoltura                   | Immagine della tomba |
| ----------------------------------------------------------- | -------------------- | ------------------------------------ | -------------------- |
| Napoleone I (1769-1821) Imperatore dei francesi (1804-1814) |                      | Hôtel des Invalides, Parigi, Francia |                      |

## Re di Francia (1814-1815)

### Borbone
| Sovrano                                           | Immagine del sovrano | Luogo di sepoltura                            | Immagine della tomba |
| ------------------------------------------------- | -------------------- | --------------------------------------------- | -------------------- |
| Luigi XVIII (1755-1824) Re di Francia (1814-1815) |                      | Basilica di Saint-Denis, Saint-Denis, Francia |                      |

## Imperatore dei Francesi (1815)

### Bonaparte
| Sovrano                                                            | Immagine del sovrano | Luogo di sepoltura                   | Immagine della tomba |
| ------------------------------------------------------------------ | -------------------- | ------------------------------------ | -------------------- |
| Napoleone I (1769-1821) Imperatore dei francesi (1815)             |                      | Hôtel des Invalides, Parigi, Francia |                      |
| Napoleone II (1811-1832) Imperatore dei francesi (1815) (titolare) |                      | Hôtel des Invalides, Parigi, Francia |                      |

## Re di Francia (1815-1830)

### Borbone
| Sovrano                                                       | Immagine del sovrano | Luogo di sepoltura                                | Immagine della tomba |
| ------------------------------------------------------------- | -------------------- | ------------------------------------------------- | -------------------- |
| Luigi XVIII (1755-1824) Re di Francia (1815-1824)             |                      | Basilica di Saint-Denis, Saint-Denis, Francia     |                      |
| Carlo X (1757-1836) Re di Francia (1824-1830)                 |                      | Monastero di Castagnevizza, Nova Gorica, Slovenia |                      |
| Luigi XIX (1775-1844) Re di Francia (1830) (non riconosciuto) |                      | Monastero di Castagnevizza, Nova Gorica, Slovenia |                      |
| Enrico V (1820-1883) Re di Francia (1830) (non riconosciuto)  |                      | Monastero di Castagnevizza, Nova Gorica, Slovenia |                      |

## Re dei Francesi (1830-1848)

### Borbone-Orléans
| Sovrano                                               | Immagine del sovrano | Luogo di sepoltura                      | Immagine della tomba |
| ----------------------------------------------------- | -------------------- | --------------------------------------- | -------------------- |
| Luigi Filippo I (1773-1850) Re di Francia (1830-1848) |                      | Cappella Reale di Dreux, Dreux, Francia |                      |

## Imperatori dei francesi (1852-1870)

### Bonaparte
| Sovrano                                                       | Immagine del sovrano | Luogo di sepoltura                               | Immagine della tomba |
| ------------------------------------------------------------- | -------------------- | ------------------------------------------------ | -------------------- |
| Napoleone III (1808-1873) Imperatore dei francesi (1852-1870) |                      | Abbazia di San Michele, Farnborough, Regno Unito |                      |